# Pieter Mijer

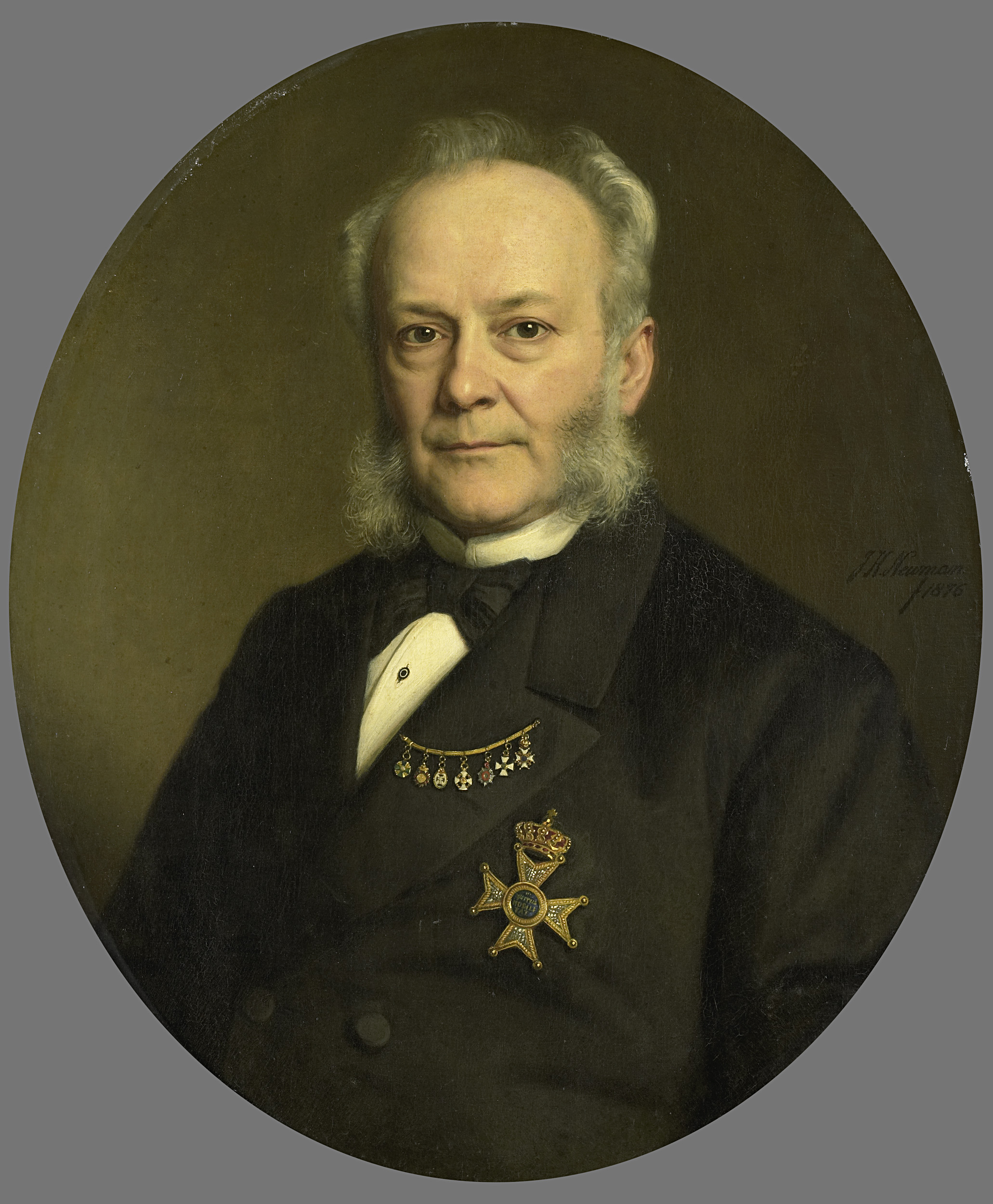
Pieter Mijer (Gemälde von Johan Heinrich Neuman, 1876)

Pieter Mijer (* 3. Juni 1812 in Batavia, Niederländisch-Indien; † 6. Februar 1881 in Scheveningen, Den Haag) war ein niederländischer Kolonialbeamter und konservativer Politiker, der unter anderem zwischen 1856 und 1858 im Kabinett Van Hall/Donker Curtius sowie im Kabinett Van der Brugghen erstmals Kolonialminister war. Er war von 1860 bis 1866 Mitglied der Zweiten Kammer der Generalstaaten (Tweede Kamer der Staten-Generaal) sowie 1866 im Kabinett van Zuylen van Nijevelt abermals Kolonialminister. Er war darüber hinaus von 1866 bis 1872 als Generalgouverneur von Niederländisch-Indien. Er galt als glühender Verteidiger des kolonialen Systems der Zwangskulturen, mit denen er von Kindheit an aufgewachsen war.

## Leben

### Rechtsanwalt, Richter und Kolonialbeamter
Pieter Mijer war der Sohn des Kaufmanns Pieter Mijer, Mitglied des Handelshauses Te Boekhorst en Co. in Batavia, und Ernestina Geertruida Meyer. Nachdem sein Vater kurz nach seiner Geburt verstorben war, heiratete seine Mutter in zweiter Ehe 3. Juni 1813 einen Angestellten beim Justizrat in Batavia. 1820 zog er selbst in die Niederlande und begann nach dem Besuch des Instituut ’t Hoen in Vollenhove ein Studium der Rechtswissenschaften an der Universität Leiden und nahm nach seiner Promotion zum Doktor der Rechte am 11. Oktober 1832 eine Tätigkeit als Rechtsanwalt in Den Haag auf. 1833 kehrte er nach Niederländisch-Indien zurück und ließ sich zunächst als Rechtsanwalt in Batavia nieder, ehe er 1835 als Jurist in den Staatsdienst (Overheidsdienst) der Kolonie trat.
In den folgenden Jahren war er in verschiedenen Funktionen am Obersten Gerichtshof von Niederländisch-Indien (Hoog-Gerechtshof van Nederlands-Indië) tätig und dort unter anderem amtierender Richter (1838) sowie Richter (1838 bis 1839). Nachdem er von 1839 bis 1845 amtierender Richter am Hohen Militärgericht (Hoog-Militair Gerechtshof van Nederlands-Indië) war, fungierte er von 1845 bis 1846 als amtierender Generalstaatsanwalt am Obersten Gerichtshof (waarnemend Procureur-generaal) sowie zugleich als amtierender Staatsanwalt für See- und Landstreitkräfte (waarnemend Advocaat-fiscaal voor Zee- en Landmacht). Daraufhin war er zwischen 1846 und 1849 in Personalunion sowohl Vizepräsident des Obersten Gerichtshofes als auch Vizepräsident des Hohen Militärgerichts von Niederländisch-Indien. Anschließend fungierte er von 1849 bis 1851 zeitgleich als Generalstaatsanwalt am Obersten Gerichtshof sowie als Staatsanwalt für See- und Landstreitkräfte. Zugleich war er Mitglied des Ausschusses, der von Juni 1848 bis Januar 1852 für die Ausarbeitung eines Entwurfs eines Strafgesetzbuchs für Europäer in Niederländisch-Ostindien (Wetboek van Strafrecht voor Europeanen in Nederlands-Indië) zuständig war.
Im Anschluss war Mijer von 1851 bis 1855 Mitglied des Rates von Indien (Raad van Indië), von 1609 bis 1942 das zentrale Organ der niederländischen Kolonialverwaltung und Regierung von Niederländisch-Indien unter Vorsitz des Generalgouverneurs. Zugleich wurde er am 5. September 1851 Präsident des Vorstands der Evangelischen Kirche in Niederländisch-Ostindien.

### Kolonialminister und Mitglied der Zweiten Kammer

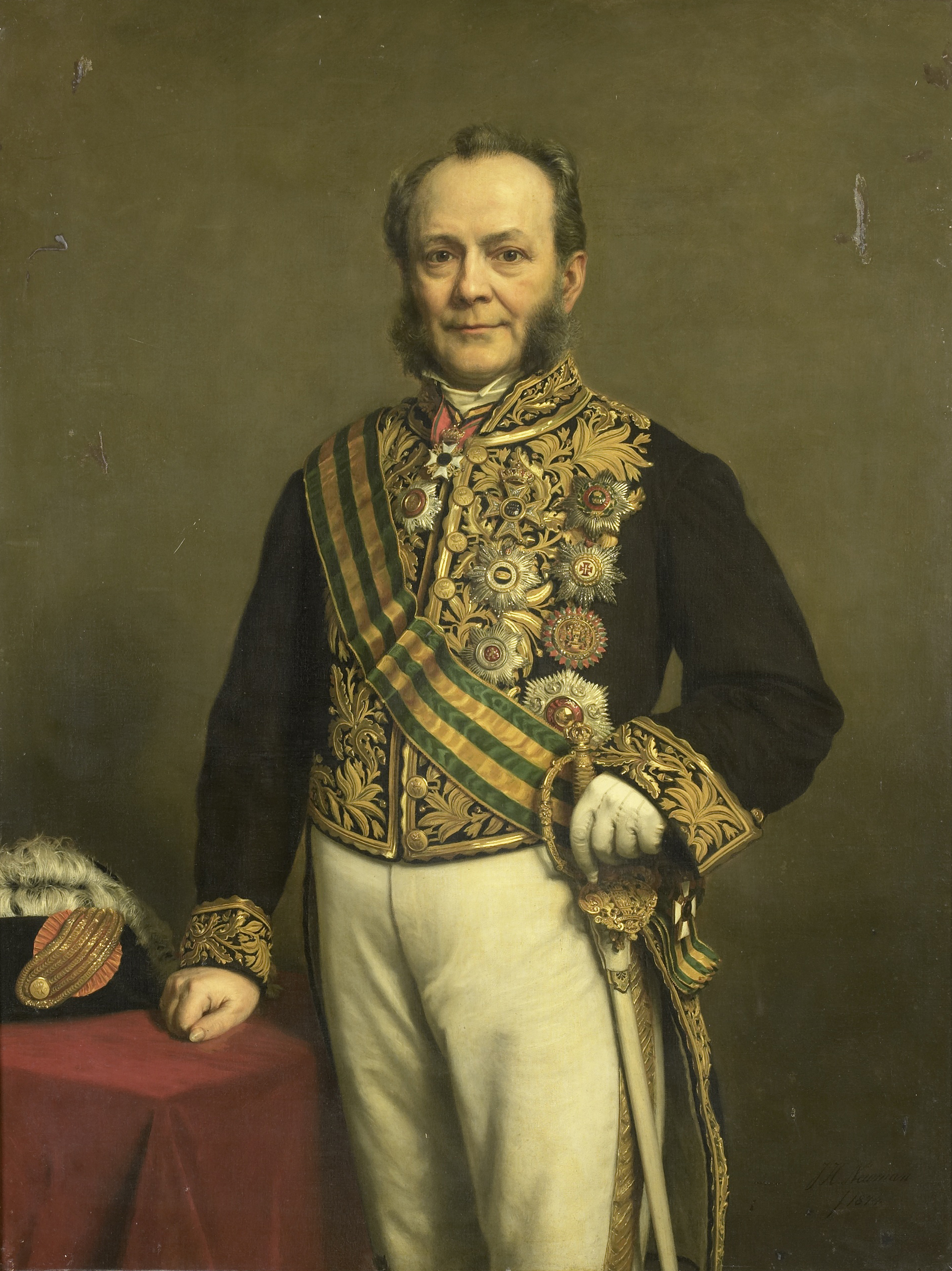
Pieter Mijer als Generalgouverneur von Niederländisch-Indien (Gemälde von Johan Heinrich Neuman, 1876)

Ende 1855 kehrte Mijer in die Niederlande zurück und wurde am 5. Dezember 1855 durch Königlichen Erlass im Kabinett Van Hall/Donker Curtius zum Kolonialminister (Minister van Koloniën) ernannt und als solcher am 6. Dezember 1855 vereidigt. Als Nachfolger von Charles Ferdinand Pahud trat er das Ministeramt am 1. Januar 1856 formell an. Das Amt des Kolonialministers hatte er vom 1. Juli 1856 bis zum 18. März 1858 auch im Kabinett Van der Brugghen inne. Er legte 1857 einen Gesetzesentwurf zur Abschaffung der Sklaverei in Suriname und Westindien ein, wobei diese Vorschläge allerdings unvollendet blieben.
Am 18. September 1860 wurde er als Konservativer Mitglied der Zweiten Kammer der Generalstaaten (Tweede Kamer der Staten-Generaal), des Unterhauses des Parlaments der Niederlande (Generalstaaten) und vertrat in dieser bis zum 30. Mai 1866 den Wahlkreis Zwolle. Bei der Wahl 1860 konnte er sich gegen den Liberalen Thomas Joannes Stieltjes, Sr. durchsetzen. Er gehörte den 17 Mitgliedern an, die 1861 gegen den Entwurf des Staatsratsgesetzes stimmten. Anderseits gehörte er 1861 der Mehrheit an, die für einen Initiativantrag des Abgeordneten Isaäc Theodorus ter Bruggen Hugenholtz zur Halbierung des Haushaltsansatzes für unvorhergesehene Ausgaben stimmte. Bei der Wahl 1864 konnte er sich gegen die liberalen Bewerber Stephanus Jacobus van Royen und Jacob Kalff behaupten. Während dieser Zeit war er von Februar bis April 1864 sowie von Mai 1866 bis August 1866 Mitglied der Zentralabteilung der Zweiten Kammer der Generalstaaten.
Am 1. Juni 1866 übernahm Pieter Mijer im Kabinett van Zuylen van Nijevelt wieder das Amt als Kolonialminister und hatte dieses Amt nur wenige Monate lang bis zum 17. September 1866 inne, woraufhin Nicolaas Trakranen seine Nachfolge antrat. Obwohl er kein Formateur war, hat er die Beschlüsse bei den Ministerwechseln gegengezeichnet. In Vertretung des Ministerpräsidenten fungierte er zwischen Mai und September 1966 zeitweilig als Vorsitzender des Ministerrates.
Bei der Anfrage von Ministerpräsident Julius van Zuylen van Nijevelt zur Übernahme des Ministeramtes zögerte er, weil er als ehemaliger Beamter in Niederländisch-Indien eine Rente von 12.000 Gulden und eine Zulage als Abgeordneter von 2000 Gulden hatte. Außerdem hatte er ein Haus in Elburg gekauft, weil er Den Haag für zu teuer hielt. Er zeigte daher an, dass er nur Generalgouverneur von Niederländisch-Ostindien werden wollte, versprach aber schließlich, Minister zu werden, wenn er nach Erörterung des Haushalts der Kolonien zum Generalgouverneur ernannt würde. Tatsächlich wurde er zwei Tage nach der Genehmigung des Kolonialhaushalts durch die Erste Kammer der Generalstaaten (Eerste Kamer der Staten-Generaal), das Oberhaus des Parlaments, zum Generalgouverneur ernannt. Der von dem Abgeordneten Levinus Wilhelmus Christiaan Keuchenius daraufhin initiierte Misstrauensantrag gegen den damaligen Kolonialminister Pieter Mijer führte zu einem Vertrauensverlust zwischen der Regierung und den Generalstaaten, nachdem sich Mijer, wenngleich verfassungskonform als amtierender Kolonialminister selbst für das Amt des Generalgouverneurs von Niederländisch-Indien vorgeschlagen hatte. Die Regierung vertrat dabei die Ansicht, dass die letztlich durch Königlichen Erlass vom 17. September 1866 vom König auf Vorschlag des Kolonialministers – also Mijer selbst – vorgenommene Ernennung des Generalgouverneurs nicht vom Parlament zu behandeln sei. Die als Mijer-Frage (Kwestie-Mijer) bekannt gewordene Krise führte allerdings schließlich zur Einführung der sogenannten Vertrauensregel (Vertrouwensregel), die den Rücktritt eines Regierungsmitglieds vorsah, falls dieses nicht mehr das Vertrauen einer Kammer der Generalstaaten hatte.

### Generalgouverneur von Niederländisch-Indien

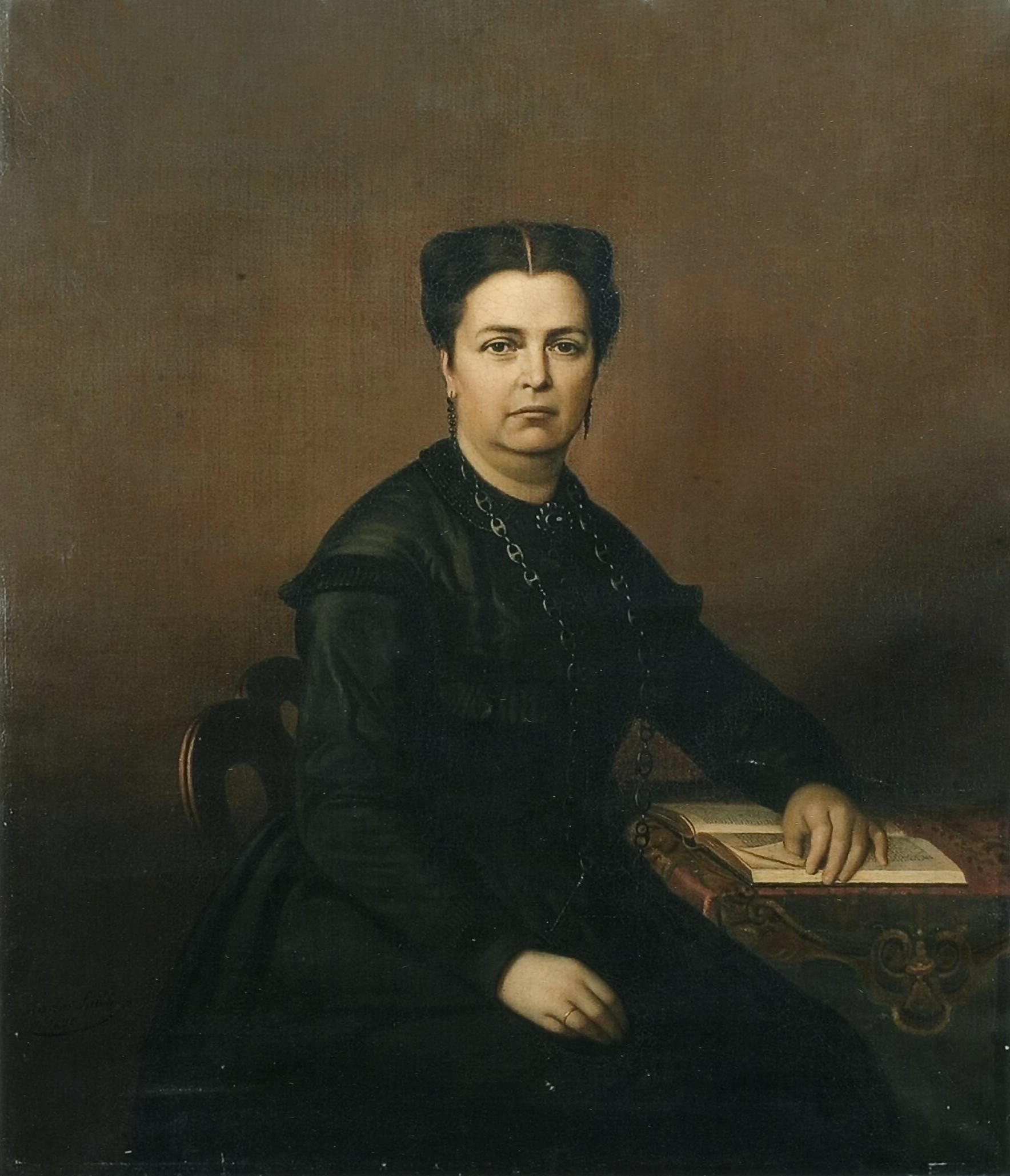
Jeannette Pietermaat, Ehefrau von Pieter Mijer (Gemälde von Raden Saleh, 1870)

Mijer übernahm das Amt als Generalgouverneur von Niederländisch-Indien als Nachfolger von Ludolph Anne Jan Wilt Sloet van de Beele am 28. September 1866 und hatte dieses bis zum 1. Januar 1872 inne, woraufhin James Loudon ihn ablöste. Nach dem Ende seiner Amtszeit kehrte er im Februar 1872 in die Niederlande zurück. Er galt als glühender Verteidiger des kolonialen Systems der Zwangskulturen, mit denen er von Kindheit an aufgewachsen war.
Aus seiner am 4. September 1837 in Batavia geschlossenen Ehe mit Jeannette Antoinette Pietermaat (1816–1870) gingen sechs Söhne und vier Töchter hervor. Ein Enkel war der Mathematiker und Physiker Johan Anton Callenbach.

## Veröffentlichungen
- Verzameling van instructien, ordonnancien en reglementen voor de regering van Nederlandsch Indie, vastgesteld in de jaren 1609, 1617, 1632, 1650, 1807, 1815, 1818, 1827, 1830 en 1836, met de ontwerpen de Staats-commissie van 1803 en historische aanteekeningen, Batavia, Lands-drukkerij, 1848
- Over het openstellen van kusthavens voor den algemeenen handel in Nederlandsch-Indië, ’s-Gravenhage, Martinus Nijhoff, 1859